# Barbora Antošová
Barbora Antošová (* 7. září 2000) je česká reprezentantka v běhu na lyžích. 

## Výsledky

### Výsledky ve Světovém poháru
| Sezóna  | Věk | Sezónní výsledky | Sezónní výsledky | Sezónní výsledky | Sezónní výsledky | Výsledky na Ski Tour | Výsledky na Ski Tour | Výsledky na Ski Tour | Výsledky na Ski Tour |
| Sezóna  | Věk | Celkově          | Distance         | Sprinty          | U23              | Nordic Opening       | Tour de Ski          | WC Final             |                      |
| ------- | --- | ---------------- | ---------------- | ---------------- | ---------------- | -------------------- | -------------------- | -------------------- | -------------------- |
| 2021/22 | 21  | 90.              | —                | 59.              | 15.              | —                    | —                    | —                    |                      |
| 2022/23 | 22  | 79.              | —                | 48.              | 13.              | —                    | —                    | —                    |                      |
| 2023/24 | 23  | 72.              | —                | 44.              | —                | —                    | DNF                  | —                    |                      |

### Výsledky na MS
| Rok  | Věk | 10 km | 15 km skiatlon | 30 km hromadný start | sprint | 4 × 5 km štafeta | sprint dvojic |
| ---- | --- | ----- | -------------- | -------------------- | ------ | ---------------- | ------------- |
| 2023 | 22  | —     | —              | —                    | 28.    | —                | —             |
| 2025 | 24  | —     | —              | —                    | 41.    | —                | —             |